# فاركاوس

موقع فاركاوس.

شعار فاركاوس.

فاركاوس (بالفنلندية: Varkaus) مدينة بإقليم سافو الشمالية في فنلندا.
بلدية يبلغ عدد قاطنيها 22.735 ساكن، ويغطي نطاقها البلدي مساحة قدرها 524,49 كيلومتر مربع منها 138,45 كيلومتر مربع من المياه. وتبلغ الكثافة السكانية 58,89 نسمة لكل كيلومتر مربع.
البلدية أحادية اللغة وهي الفنلندية. الطريف أن «فاركاوس» تترجم إلى «سرقة»، على الرغم من أنها ليست سبباً لإطلاق هذا الاسم على المدينة. ففي الفنلندية القديمة، الكلمة نفسها تعني أيضاً المضيق، والمدينة هذه تقع في منطقة البحيرة.
تقع البلدة في مضايق بين جزأين من بحيرة سايما. يمر عبر المدينة امتداد لقناة سايما. أصبحت المدينة مركزاً صناعياً في نهاية القرن التاسع عشر مع مصنع ورق أهلستروم. خلال الحرب الأهلية الفنلندية في عام 1918 استولى «الحـُمر» على المدينة، ولكن نظراً لموقعها المعزول في فنلندا الريفية، سرعان ما سيطر عليها «البـِيض». وشرع البيض في إعدام كل عاشر جندي أحمر بلا رحمة.
وقد دمجت بلدية كانغإسلامبي مع فاركاوس في 1 يناير 2005.
فاركاوس بالو - 35، يلعب في دوري الدرجة أعلى لرياضة الباندي، وحقق لقب البطولة الفنلندية 16 مرة.

## توأمة
فاركاوس متوأمة مع:
| - لوأن، الصين - ناكسكوف، الدنمارك - ريوكان، النرويج - ساندفيكن، السويد | - بيتروزوفودسك، روسيا - روسلزهایم، ألمانيا - بيرنا، ألمانيا - زوليغرسغ، المجر |

## وصلات خارجية
- مدينة فاركاوس – الموقع الرسمي